# 万代順四郎
万代 順四郎（まんだい じゅんしろう、1883年6月25日 - 1959年3月28日）は、日本の実業家、明治から昭和期の銀行家である。全国銀行協会連合会元会長、三井銀行元会長、帝国銀行元頭取・会長を歴任した。

## 来歴・人物
岡山県勝央町出身。作東義塾（現・岡山県立勝間田高等学校）を経て、1907年（明治40年）、青山学院高等科（現・青山学院大学）を卒業。同年、米山梅吉の誘いで三井銀行に入社し、1937年（昭和12年）に同銀行会長に就任する。1943年（昭和18年）に帝国銀行を設立して取締役頭取となる。その2年後に同銀行の会長、全国銀行協会連合会会長に就任。1953年（昭和28年）には、東京通信工業（現・ソニー）会長などを歴任。母校である青山学院では理事長、校友会会長などを務めた。1952年（昭和27年）以降は、同学院の財務理事として、復興などに尽力した。1959年（昭和34年）3月28日死去。享年75。墓所は小平霊園の青山学院墓地。

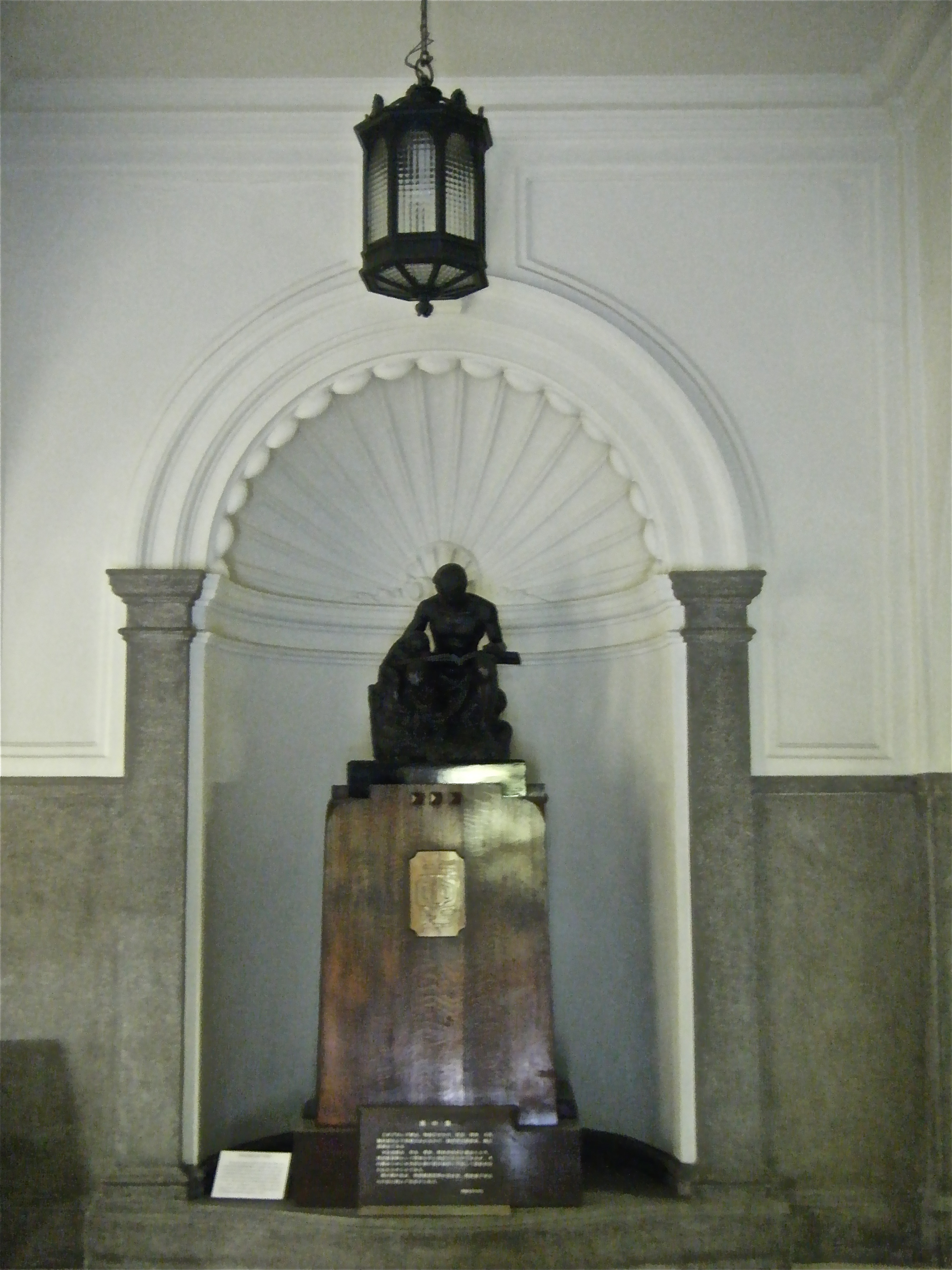
「愛の像」(間島記念館１階)

## その他
- 1947年（昭和22年）4月から神奈川県横須賀市津久井に住み、その地で亡くなった[2]。没後に住居は横須賀市に寄贈され、万代会館として学習と文化活動の場として提供されている[2][3]。2014年、横須賀市の公共施設の見直しに伴い、会館は2015年度以降の廃止対象となった[4]。しかし、住民からの訴えにより、2017年に存続されることが決定した[3]。2019年、同会館は横須賀市の指定重要文化財となった[3]。
- 苦学して青山学院中等科・高等科を卒業し、在学中にキリスト教の信仰を持つ。その愛と奉仕の志から、苦学生と母校の発展のために、三井銀行の退職金全額、保有していたソニーの全株式などの個人資産のほとんどを母校や勝央町へ寄贈した[1]。青山学院は「万代奨学基金」と命名しようとしたが、万代が固辞したため「青山学院奨学基金」としたが、万代の逝去後あらためて「万代奨学基金」と改称され、現在も青山学院で運用されている[5][6][7]。
- 青山学院大学青山キャンパス内の間島記念館1階には、万代の寄贈による「愛の像」（横江嘉純作）が展示されている。
- 青山学院大の1982年に厚木キャンパス・2003年に相模原キャンパスに建築された図書館には万代の寄付によるもので「万代記念図書館」の名称が付されている。
- 母校である岡山県立勝間田高等学校にも「万代教室」という木造校舎があったが、老朽化と同校創立100周年（2001年）記念事業での施設整備のため取り壊された[8]。